# HD177517
HD177517 — хімічно пекулярна зоря спектрального класу B9, що має видиму зоряну величину в смузі V приблизно  5,9.
Вона  розташована на відстані близько 869,8 світлових років від Сонця.

## Фізичні характеристики
Зоря HD177517 обертається 
досить швидко 
навколо своєї осі. Проєкція її екваторіальної швидкості на промінь зору становить  Vsin(i)=102км/сек.

## Пекулярний хімічний склад
Зоряна атмосфера HD177517 має підвищений вміст 
Hg
.

## Магнітне поле
Спектр даної зорі вказує на наявність магнітного поля у її зоряній атмосфері.
Напруженість повздовжної компоненти поля оціненої з аналізу
становить  386,1± 322,2 Гаус.